# Margites argenteus
Margites argenteus är en skalbaggsart som beskrevs av Aurivillius 1907. Margites argenteus ingår i släktet Margites och familjen långhorningar.
Artens utbredningsområde är Nigeria. Inga underarter finns listade i Catalogue of Life.